# Historická lingvistika

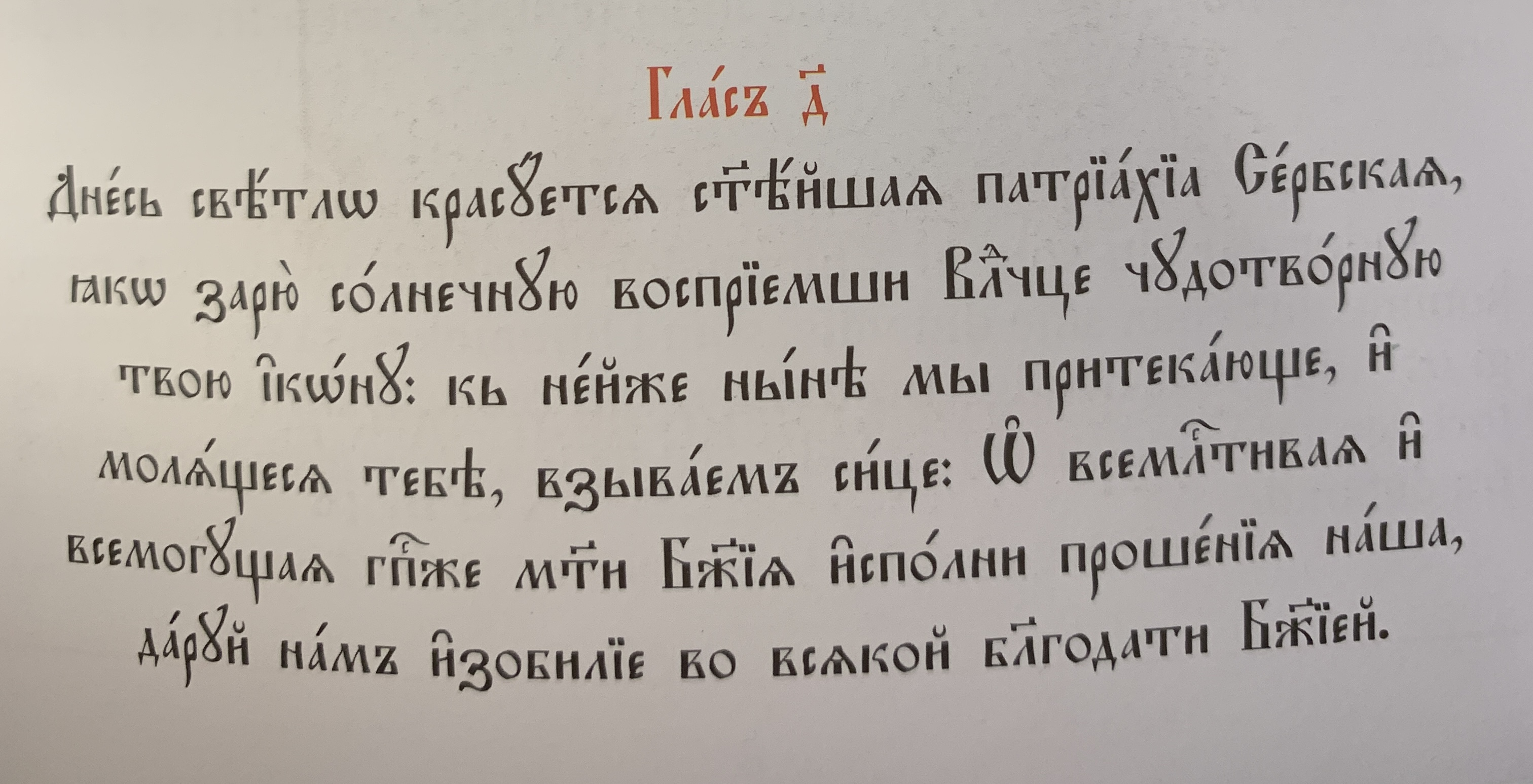
církevní slovanština, využívaná pro historickou lingvistiku slovanských jazyků.

Historická lingvistika (neplést s historií lingvistiky) neboli diachronní lingvistika je jazykovědný obor zabývající se vývojem jednotlivých jazyků v celé délce jejich vývoje.
Jejími hlavními úkoly jsou:
1. popisování pozorovaných změn daného jazyka
2. vyvinutí obecných teorií jazykových změn
3. popisuje dějiny jazykových skupin
4. studuje historii slov, oborem je etymologie
5. společně s komparativní lingvistikou se snaží o rekonstrukci prajazyka a určení příbuznosti jazyků

Počátky tohoto zkoumání sahají do 18. století, kdy se obor odštěpil z tehdejší filologie.